# قتل گورگن مارگاریان
گورگن مارگاریان (به ارمنی: Գուրգեն Մարգարյան) یک ستوان ارتش ارمنستان بود که در ۱۹ فوریه ۲۰۰۴ در بوداپست مجارستان با ضربات تبر رامیل صفرف (یک افسر اهل جمهوری آذربایجان) به قتل رسید.

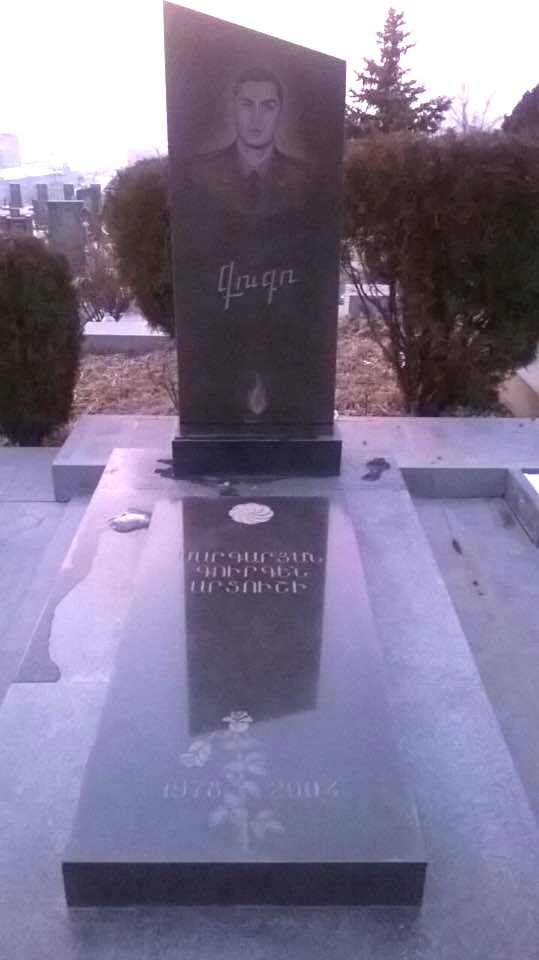
آرامگاه گورگن مارگاریان در آرامستان نظامی یرابلور

مارگاریان در هنگام مرگ ۲۵ سال داشت.

## قتل
مارگاریان در ژانویه ۲۰۰۴ برای شرکت در دوره سه‌ماهه زبان انگلیسی که توسط برنامه مشارکت برای صلح ناتو برگزار می‌شد به بوداپست مجارستان سفر کرد. او در ساعت ۵ صبح ۱۹ فوریه و در حالی که خواب بود با ضربات تبر رامیل صفرف، شرکت کننده‌ای اهل جمهوری آذربایجان، به قتل رسید.

## جنجال استرداد قاتل به جمهوری آذربایجان و عفو او
صفرف بعد از محاکمه و اعتراف به قتل گورگن مارگاریان به حبس ابد محکوم شد، اما در اوت سال ۲۰۱۲، مقامات مجارستان وی را به جمهوری آذربایجان مسترد کردند. صفرف بلافاصله پس از بازگشت به باکو مورد عفو الهام علی‌اف قرار گرفت و ارتقاء درجه یافت.

## واکنش‌های بین‌المللی
کاخ سفید در بیانیه‌ای اعلام کرد که پرزیدنت اوباما از اعلام خبر این که رئیس‌جمهوری آذربایجان رامیل صفرف را در پی بازگشت او از مجارستان مورد عفو قرار داده عمیقاً نگران است.